# 部隊防護
部隊防護（ぶたいぼうご、英語：Force protection、略語：FP）とは、特定の地域または特定の人的集団に対する敵対的な行動を軽減するために予防措置を講じた直接的・間接的な行為に使用されるアメリカ軍用語で、通常は国防総省職員（家族や従軍牧師を含むがこれだけに限らない）や資産、施設および重要情報を対象としている。単に片仮名書きでフォース・プロテクションともいう。
より具体的には、軍人、民間人、家族、施設、情報および装備を防護するセキュリティプログラムのことで、細分化すれば物理的セキュリティ（テロリスト・犯罪者そして非通常兵器の脅威を抑止・阻止する手段：外柵、緩衝地域の設定、警戒灯およびセンサー、車両によるバリア、爆風よけ、侵入阻止システム、電子監視、アクセス統制装置システムなど）、作戦セキュリティ（主として作戦および行動の定型化を避けること）、個人防護（勤務、勤務外に関係なく共通の規則を設定、防護服および装備、警備担当専任部隊の配置）、対情報戦である。
日本語では他に海上自衛隊用語としても用いられ、他の訳には部隊保全があり、陸上自衛隊も部隊や施設などを警備する際の用語として使用している。類似した用語に部隊の安全性（troop safety、計算上の最小安全距離 (MSI) 内で運用される、我が部隊を防護するために課される制限的要求。と定義される）がある。